# Porte Neuve (Paris)
La porte Neuve est une porte disparue de Paris de l'enceinte de Charles V qui se trouvait au pied de la tour du Bois, sur la rive droite de la Seine, au niveau approximatif de l'actuel arc de triomphe du Carrousel.
Elle est parfois confondue à tort avec la porte de la Conférence, qui se situait aussi sur la rive droite de la Seine, mais faisant partie de l'enceinte de Louis XIII, construite plus tard et plus éloignée du centre de Paris.
Elle a été construite en 1537, donc bien après la tour du Bois (1380 environ) pour faciliter l'entrée dans Paris.

## Historique
C'est par la porte Neuve que le roi Henri III quitta précipitamment le Louvre et Paris après la journée des Barricades, quand il était poursuivi par le duc de Guise et les ligueurs.
C'est aussi par la porte Neuve que son successeur, le roi Henri IV, reprit possession de Paris en chassant la Ligue et les Espagnols le 22 mars 1594. La scène a fait l'objet d'un tableau peint en 1817 par François Gérard : Entrée de Henri IV à Paris le 22 mars 1594.